# اسوره هانسن (بازیکن فوتبال)
اسوره هانسن (نروژی: Sverre Hansen; ۲۳ ژوئن ۱۹۱۳ – ۲۲ اوت ۱۹۷۴) بازیکن فوتبال اهل نروژ بود.
وی همچنین در تیم ملی فوتبال نروژ بازی کرده‌است.